# Ренцкий, Роман
Роман Ренцкий (1867-1941) — польский врач, профессор Львовского Университета, член Польской академии знаний.

## Биография
Роман Ренцкий родился 19 июля 1867 года в польском городе Жешуве в крестьянской семье. Окончил гимназию в Жешуве, а в 1890 году — медицинский факультет Ягеллонского университета. В 1894 году Ренцкий защитил диссертацию, получив степень доктора всех медицинских наук, после чего работал ассистентом клиники при медицинском факультете Ягеллонского университета. Принимал активное участие в борьбе с эпидемией холеры в Кракове в 1894 году. В 1897 году перешёл на работу во Львовский университет Яна Казимира, заняв должность ассистента клиники. В 1902 году защитил докторскую диссертацию, после чего стал доцентом. В 1907 году Ренцкий был выдвинут на должность адъюнкта-профессора, а в 1920 году — профессора и руководителя клиники. В 1924—1926 годах был деканом медицинского факультета. Кроме того, он руководил отделением внутренних болезней больницы широкого профиля во Львове с 1897 по 1920 годы.
После польского похода и установления Советской власти Ренцкий в октябре 1939 года ушёл на пенсию и вскоре был арестован по обвинению в финансовой поддержке польского подполья. Содержался в тюрьме вплоть до начала Великой Отечественной войны. После немецкой оккупации Львова в ночь с 3 на 4 июля 1941 года Ренцкий был расстрелян немецкими оккупантами вместе с группой представителей львовской интеллигенции польского происхождения.
В 1934 году Ренцкий был избран членом-корреспондентом Польской академии знаний. Некоторое время возглавлял Львовское Общество врачей (впоследствии был его почетным членом). Кроме того, избирался почетным членом медицинских обществ в Люблине и Ченстохове. Организовывал материальную поддержку талантливых студентов-медиков.
Активно занимался научными исследованиями в области гематологии и гастрологии, исследовал лейкоз, туберкулёз и малярию. Опубликовал большое количество научных работ.
Был награждён Командорским Крестом Ордена Возрождения Польши.

## Сочинения
- O wartości odżywczej i leczniczej mleka (1898)
- Trzy przypadki rwy kulszowej, leczone za pomocą pędzlowania skóry zagęszczonym kwasem solnym (1898)
- Barwione preparaty pasożytów zimnicy trzeciaczkowej (1898)
- O leczeniu gruźlicy przetworami złota (1926)
- O obrazie klinicznym grypy hiszpańskiej (1918)
- O policytemii (1907)